# Gerard Butler
Gerard James Butler (n. 13 noiembrie 1969, Paisley, Scoția, Regatul Unit) este un actor scoțian de film, televiziune și teatru. Este cunoscut în special datorită interpretării rolului Regelui Leonidas în filmul 300 - Eroii de la Termopile.

## Biografie
Gerard James Butler s-a născut pe 13 noiembrie 1969, în Paisley, Scoția, UK.
Este cel mai tânăr dintre cei trei copii ai lui Margarret și Edward Butler, un organizator de pariuri. Butler este dintr-o familie de catolici de origine irlandeză. Familia lui Butler s-a mutat în Montreal, Quebec, când Gerard avea doar 6 luni. Când Gerard avea 18 luni, mama sa l-a luat pe el și s-a reîntors în Scoția, destrămându-se căsătoria părinților săi. Gerard și-a revăzut tatăl abia la vârsta de 16 ani.

## Cariera
Și-a început cariera de actor cu opera Coriolanus și Trainspotting în urma cărora a primit primul său rol în filmul Mrs. Brown în 1997. În același an a apărut în filmul Tomorrow Never Dies, iar în anul 2000 a jucat pentru prima dată în rolul personajului principal a filmului Dracula 2000 unde s-a făcut cunoscut.
În timp ce filma pentru filmul Mrs. Brown în Scoția, Butler se bucura de un picnic alături de mama sa când a auzit strigătul de ajutor al unui copil care se îneca în râul Tay. Butler a sărit în râu și a salvat viața copilului care se îneca, fapt pentru care a primit un Certificat Pentru Curaj.
În 2007, a jucat rolul regelui Leonidas în filmul 300.
Toamna lui 2012 aduce o noutate în viața amoroasă a lui Butler: fotomodelul român Mădălina Ghenea.

## Filmografie
- Mrs. Brown (1997) / În rolul lui D.
- Legenda mumiei Talos (1998) / În rolul lui Burke.
- Fast Food (1998) / În rolul lui Jacko.
- Little White Lies (1998) / În rolul lui Peter.
- The Young Person's Guide to Becoming a Rock Star (1998) / În rolul lui Marty Claymore.
- The Cherry Orchard (1999) / În rolul lui Yasha.
- Please! (1999) / În rolul lui Peter.
- One More Kiss (1999) / În rolul lui Sam.
- Lucy Sullivan Is Getting Married (1999) / În rolul lui Gus.
- Dracula 2000 (2000) / În rolul Contelui Dracula.
- Harrison's Flowers (2000) / În rolul lui Chris Kumac.
- An Unsuitable Job for a Woman (2001) / În rolul lui Tim Bolton.
- Attila (2001) / În rolul lui Attila.
- Jewel of the Sahara (2001) / În rolul lui Captain Charles Belamy.
- The Jury (2001) / În rolul lui Johnnie Donne.
- Shooters (2002) / În rolul lui Jackie Junior.
- Reign of Fire (2002) / În rolul lui Creedy.
- Lara Croft Tomb Raider: The Cradle of Life (2003) / În rolul lui Terry Sheridan.
- Timeline (2003) / În rolul lui André Marek.
- The Phantom of the Opera (2004) / În rolul lui Erik (fantoma).
- Dear Frankie (2005) / În rolul străinului.
- Beowulf & Grendel (2005) / În rolul lui Beowulf.
- The Game of Their Lives (2005) / În rolul lui Frank Borghi.
- Shadow Company (2005) / În rolul lui James Ashcroft.
- 300 (2007) / În rolul Regelui Spartan Leonida.
- Shattered (2007) / În rolul lui Neil Randall.
- P.S. I Love You (2007) / În rolul lui Gerry.
- Nim's Island (2008) / În rolul lui Jack Rusoe și Alex Rover.
- RocknRolla (2008) / În rolul lui One Two.
- Tales of the Black Freighter (2008) / În rolul Căpitanului (voce).
- The Ugly Truth (2009) / În rolul lui Mike Chadway.
- Gamer (2009) / În rolul lui Kable.
- Law Abiding Citizen (2009) / În rolul lui Clyde Alexander Shelton.
- How to Train Your Dragon (2010) / În rolul lui Stoick the Vast. (voce)
- The Bounty Hunter (2010) / În rolul lui Milo Boyd.
- Coriolanus (2011) / În rolul lui Tullus Aufidius.
- Machine Gun Preacher (2011) / În rolul lui Sam Childers.
- Olympus Has Fallen (Cod Roșu la Casa Albă), regia Antoine Fuqua (2013)
- Gods of Egypt (2016) ca Seth, un zeu al deșertului, furtunilor și străinilor în religia Egiptului antic.
- London Has Fallen (2016)
- A Family Man (2016)
- Geostorm: Pericol Global (2017)
- Hunter Killer (2017)
- Keepers (2017)
- Angel Has Fallen (2018)
- Frăția hoților (2018) – detectivul Nick „Big Nick” O'Brien
- Frăția hoților 2: Pantera (2025) – detectivul Nick „Big Nick” O'Brien

## Premii și nominalizări
| An   | Lucrare nominalizată     | Premiu                                     | Categorie                                                 | Rezultat     |
| ---- | ------------------------ | ------------------------------------------ | --------------------------------------------------------- | ------------ |
| 2005 | The Phantom of the Opera | Online Film & Television Association Award | OFTA Film Award for Best Music, Adapted Song              | Câștigat     |
| 2007 | 300                      | MTV Movie Awards                           | Best Fight                                                | Câștigat     |
| 2007 | 300                      | Empire Awards                              | Best Actor                                                | Nominalizare |
| 2007 | 300                      | MTV Movie Awards                           | Best Performance                                          | Nominalizare |
| 2007 | 300                      | Saturn Awards                              | Best Actor                                                | Nominalizare |
| 2010 | How To Train Your Dragon | Annie Awards                               | Voice-over performance                                    | Nominalizare |
| 2010 | The Ugly Truth           | Teen Choice Award                          | Teen Choice Award for Choice Movie Actor: Romantic Comedy | Nominalizare |
| 2010 | The Bounty Hunter        | Teen Choice Award                          | Teen Choice Award for Choice Movie Actor: Romantic Comedy | Nominalizare |
| 2011 | The Bounty Hunter        | Golden Raspberry Awards                    | Worst Actor                                               | Nominalizare |
| 2011 | The Bounty Hunter        | Golden Raspberry Awards                    | Worst Screen Combo                                        | Nominalizare |